# NOUS
La campagne promotionnelle NOUS (en anglais: MADE), créé en 2019, a pour but de célébrer les œuvres des artistes et artisans du domaine du cinéma, de la télévision, du jeu vidéo et du divertissement numérique, au Canada et à l'étranger.
NOUS résulte de la collaboration entre des agences et des joueurs de l'industrie du divertissement, dont le Fonds des médias du Canada (FMC) et Téléfilm Canada. 

## Historique

### 2019
Pilotée par le FMC, la première campagne publicitaire de NOUS (MADE) a été lancée le 24 février 2019 pendant eTalk Live at the Oscars sur les ondes de CTV. Narrée par Karine Vanasse dans la version française et par Christopher Plummer dans la version anglaise, la publicité de 60 secondes rendait hommage à des productions canadiennes comme L'arrivée, Deadpool, La Servante écarlate et Orphan Black. Le Torontois Scott Cudmore en assurait la réalisation.
Lors de la Soirée des artisans pour les prix Gémeaux et du gala du 15 septembre, NOUS a invité les célébrités québécoises à porter son emblème en boutonnière, une fleur argentée en papier créée par l'artiste néo-brunswickoise Chantal Larocque, pour montrer leur attachement à la culture locale.
Pendant le 48e Festival du nouveau cinéma, NOUS a organisé une soirée dansante avec l'actrice et DJ d'un soir Caroline Dhavernas afin de célébrer le travail des artisans, créateurs et créatrices de toutes les plateformes audiovisuelles.

### 2020
En avril, NOUS a orchestré un road trip virtuel sur Twitter. Pendant 30 jours, le Montréalais Marc-André Grondin a suggéré 30 productions d'ici (films ou séries télévisées) tournées dans 30 régions différentes au pays. Le Torontois Jay Baruchel a fait de même pour le public anglophone en proposant notamment Atanarjaut, Angry Inuk et Black Christmas.
En mai, dans le cadre du Mois du patrimoine asiatique, NOUS s'est associé à Simu Liu et Maitreyi Ramakrishnan pour célébrer, sur les réseaux sociaux, les artistes sino-canadiens.
Du 19 mai au 9 juin, NOUS a présenté sur sa page Facebook quatre jeux-questionnaires hebdomadaires autour de thèmes liés au cinéma et à la télévision du Québec. Sarah-Jeanne Labrosse, le duo Bianca Gervais et Sébastien Diaz, Jean-Sébastien Girard et Debbie Lynch-White les ont animés tour à tour.
En juin, NOUS a déployé l'initiative 30 façons de dire « je t'aime » pour encourager une meilleure représentation LGBTQ2+ à l'écran. Pendant 30 jours, 30 images de productions canadiennes (films et séries télévisées) célébrant la diversité sexuelle et de genre ont été publiées sur les réseaux sociaux, de même qu'un montage vidéo à la fin du mois. 
Dans le cadre de sa série estivale pancanadienne Blockbusters de chez NOUS, NOUS a invité le public à la projection gratuite de films canadiens, comme L'Arrivée du québécois Denis Villeneuve, dans divers ciné-parcs au pays.

### 2021
La soirée du 13 avril, NOUS a lancé la campagne Découvrons-NOUS (Seek More en anglais) avec le premier ministre Justin Trudeau sur Twitter. Soutenue par les ambassadeurs Adib Alkhalidey, Mélissa Bédard et Cynthia Wu-Maheux, elle prônait l'inclusion à l'écran. Mehdi Bousaidan, Jemmy Echaquan Dubé, Khate Lessard et Mariana Mazza se sont joints à l'initiative en tant que porte-paroles. 
Quelques jours après le lancement, les ambassadeurs et porte-paroles ont co-signé une lettre d'opinion sur le manque de diversité à la télévision et au cinéma. Le quotidien La Presse l'a publiée. Mélissa Bédard et Mariana Mazza ont aussi parlé de Découvrons-NOUS à l'émission Tout le monde en parle.
Du côté anglophone, cette campagne a mis en vedette les ambassadeurs Shamier Anderson, Kawennáhere Devery Jacobs et Simu Liu. Amanda Brugel, Hamza Haq, Kaniehtiio Horn et Cassandra James y ont ajouté leur voix.